# Thysanotus patersonii
Thysanotus patersonii är en sparrisväxtart som beskrevs av Robert Brown. Thysanotus patersonii ingår i släktet Thysanotus och familjen sparrisväxter. Inga underarter finns listade i Catalogue of Life.

## Bildgalleri

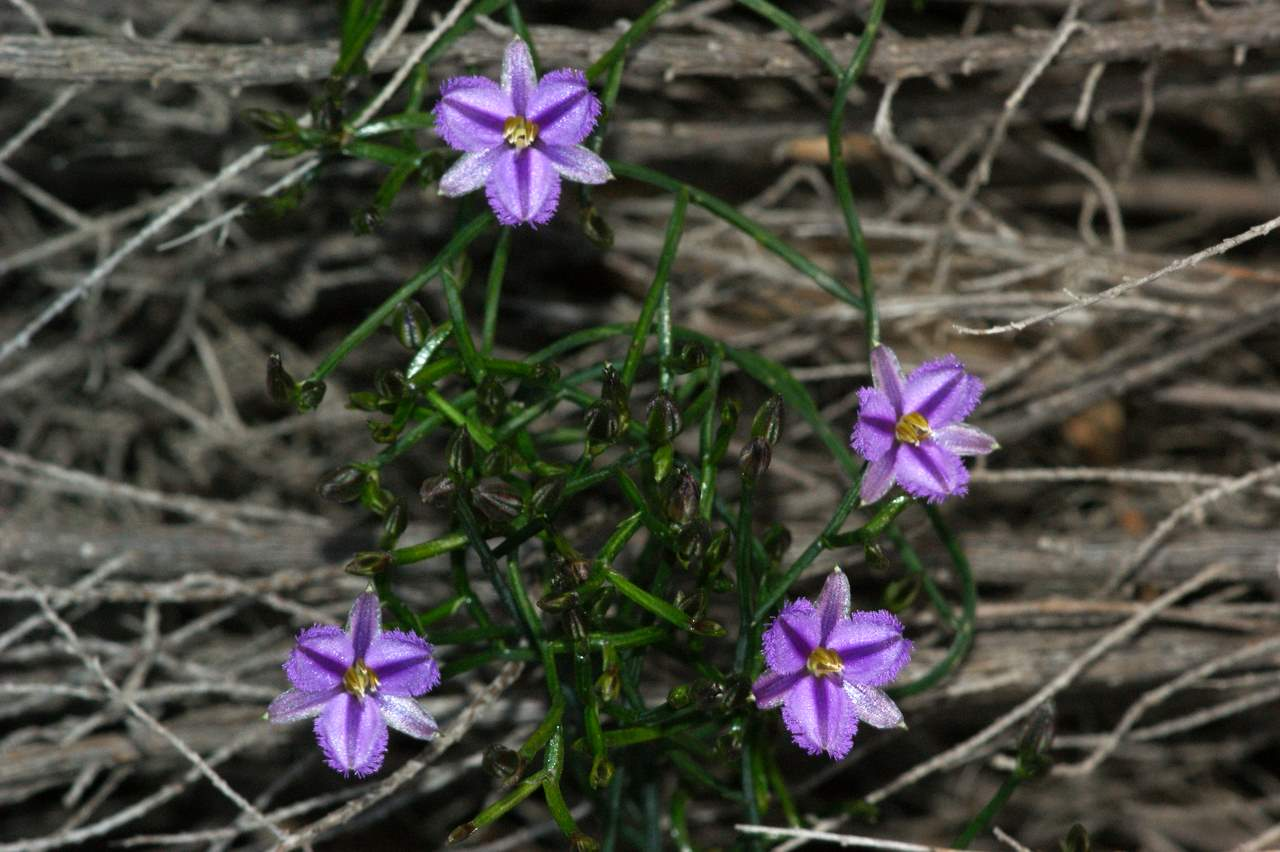
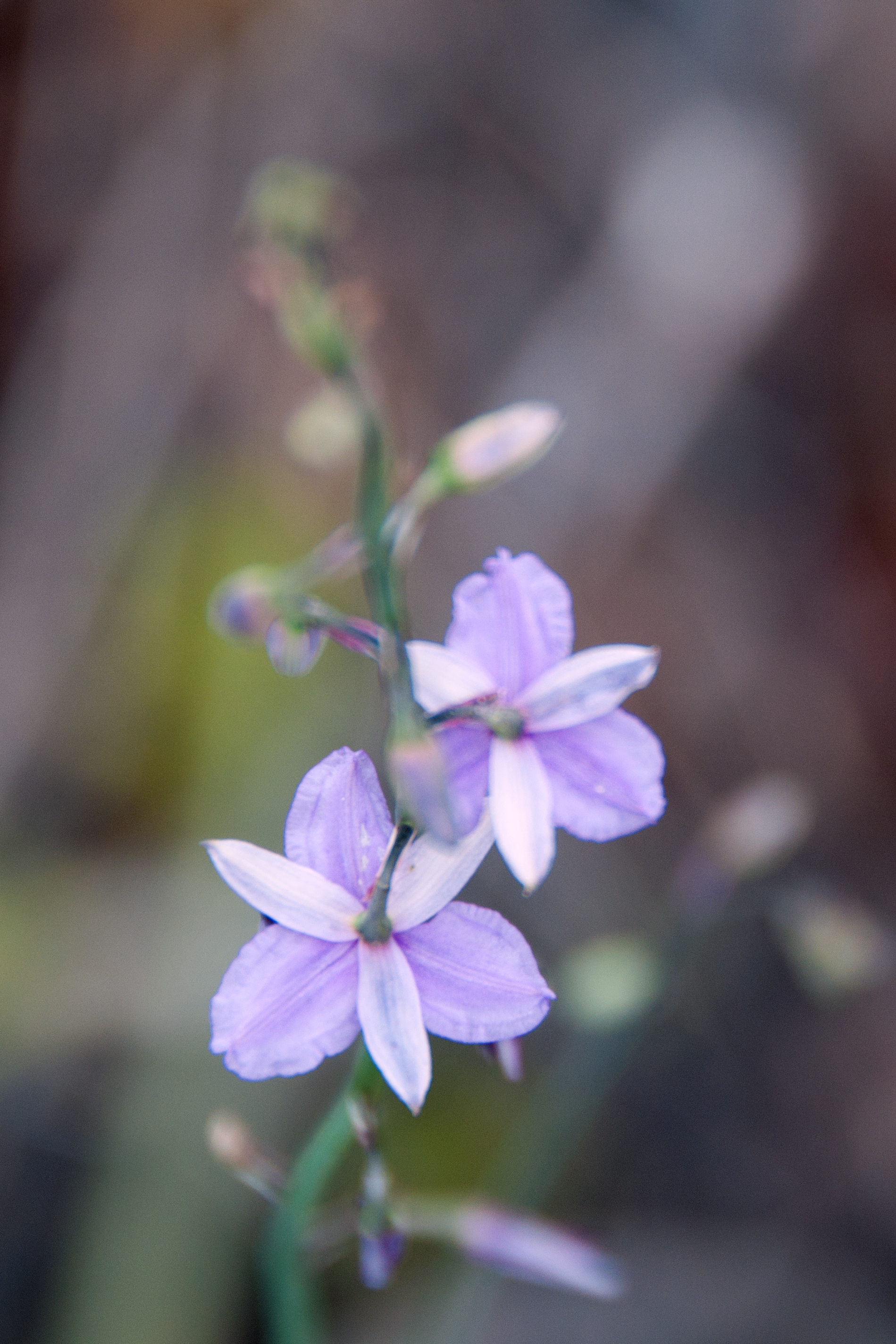